# サウジ石油施設攻撃
サウジ石油施設攻撃は、2019年9月14日にサウジアラビア東部のアブカイクとフライスにあるサウジアラムコの石油生産プラントを標的として行われたドローン攻撃。イエメンのフーシによる攻撃声明が出されたが、アメリカ合衆国はイランがその背後にいるものと断定した。イエメン内戦へのサウジアラビアの介入を巡る一連の出来事の一つ。
サウジアラビア内務省によれば標的となった施設では大規模な火災が発生し、数時間後に鎮火されたものの復旧には数日を要した。そのため、サウジアラビアの石油生産量の約半分、世界の石油生産量の約5%が減少し、国際金融市場を不安定化させている。

## 攻撃
サウジアラビア内務省が同国報道機関に明らかにしたところでは、ドローン攻撃によりアブカイクとフライスの2つの施設で発生した火災に対し、サウジアラムコの保安部門は午前4時（01:00 GMT）に消火活動を開始した。複数のドローンによって実行されたものとされ、当時施設の近くで録音されたアザーン（イスラム教の礼拝を呼びかける声）に機関銃の銃声が混じっていたことから、警備員がドローンを撃ち落とそうとしていたと見られる。火災はいずれも数時間で鎮火され、死者は報告されていないが、この攻撃による負傷者がいたのかどうかは定かではない。
アブカイクの施設はサウジアラムコによれば「世界最大の原油脱硫プラント」であり、精製の前段階としてサワー原油からの硫黄分の除去を行っている。日産700万バレル以上、世界の石油生産量の7%の処理能力を持つ。米国家経済会議及び米国家安全保障会議の元メンバーであるボブ・マクナリーは、ロイターに対し「アブカイクに対する攻撃は石油市場と世界経済に深刻な心臓発作が起きるようなものだ」と語った。2006年には、アル＝カーイダによる自爆攻撃未遂があった。フライス油田は、日産約150万バレル、埋蔵量は最大200億バレルに達すると推定されている。

## 攻撃者
サウジアラビア内務省は未だ攻撃の策源を特定していないが、調査を開始した。
フーシは攻撃の数時間後に声明を発し、10機のドローンによって石油生産プラントを使用不能にしたと主張した。サウジアラビアは西側陣営を主導し、イエメンでフーシによって追放された大統領を支援してきた。サウジ陣営はイエメンをフーシから奪還しようと試みているが、フーシは国際的な承認を得ることを目標にしている。
今回の攻撃以前の数週間に渡り、サウジアラビアの石油インフラに対する同様のドローン攻撃が繰り返し行われていたものの、目立った損害や影響は出ていなかった。これらの攻撃についてフーシは、サウジ陣営による空爆その他の攻撃に対する報復の権利を有していると主張していた。フーシの軍スポークスマンは「これらの攻撃は我々の権利だ。サウジ政権が封鎖と侵略を継続する限り、次の作戦はより広範で痛烈なものになるであろうと言明する」と述べた。
また、サウジの報道官はイラン製のドローンが使用されたと発表したが、フーシの報道官はイエメン内戦でアラブ首長国連邦（UAE）のドローン（翼竜II）によって殺害された政治部門指導者サーレハ・アリー・アッ＝サンマード最高政治評議会議長（元首格）に因むサンマード3やカセフ1などを投入したと主張してUAEも攻撃対象であることを表明した。何れも600ドル未満で手に入る中国製エンジンなど市販の部品で構成された廉価なドローンである。
米高官は、数十の巡航ミサイルと20以上のドローンが攻撃に用いられたものとした。米国は、攻撃の調査と施設・エネルギー供給の安全・安定化のためにサウジアラビア当局と協力するとし、マイク・ポンペオ米国務長官は攻撃の背後にイランの存在を主張して、アブカイク施設において損害を受けたのはその西面と北面で、南側に位置するフーシがドローン攻撃を実施するのは困難との観測を示した。それに対しイランは、米国の主張は「盲目的で理解不能で無意味」であるとして関与を否定し、米国に対して「全面戦争の準備はできている」と警告した。
ミドル・イースト・アイは匿名のイラク情報当局者からの情報として、8月に行われたイスラエルによるイラク領内へのドローン攻撃をサウジアラビアが支援したことへの報復として、イラク南部の民兵の基地から攻撃が実施されたと伝えた。イラク首相府は同国領内から攻撃が行われたことを否定し、領内からの他国への攻撃には断固として対処するとした。
2019年9月23日、イギリス、フランス、ドイツの三カ国首脳は、石油施設への攻撃はイランに責任があるとの見解を示すとともに、イランに対してイランの核開発問題核開発問題などの協議に応じるよう改めて呼び掛けた。同日、サウジアラビアは、石油施設攻撃に使われたとするミサイルの残骸の写真を公開した。

## 影響
サウジアラビア当局によれば、今回の攻撃により施設が閉鎖され、同国の石油生産量は日産980万バレルから約410万バレルに減少し、日産570万バレル、世界の1日の生産量の約5%を失った。プラントは2019年9月16日までに復旧する見込みで、それまでは不足分を備蓄油によって補填するという。しかし同国の他の当局者は完全な復旧までに「数日ではなく数週間」かかる見込みであるとした。ドナルド・トランプ米大統領はTwitterで、米軍は「すでに銃弾を込めている ("locked and loaded")」とし、サウジアラビアから調査結果が発表されるのを待っているところだとした。
9月15日、日曜の取引でサウジアラビアの株式は2.3%下落した。 米国時間で9月15日夜に世界市場が開くとブレント原油の先物は20%近く急騰した。これは1990年の湾岸危機以来の急騰であった。他にも石油供給への懸念から米国でガソリン、暖房燃料、金などに影響が出た。トランプ米大統領は、米国の燃料価格を安定させるため戦略石油備蓄を放出することを決めた。